# Max Ernst Unger
Max Ernst Unger (ur. 28 maja 1883 w Taura, zm. 1 grudnia 1959 w Zurychu) – niemiecki dyrygent i muzykolog.

## Życiorys
Studiował w konserwatorium w Lipsku (1904–1906) oraz na Uniwersytecie Lipskim (1904–1906 i 1908–1911), do grona jego wykładowców należeli m.in. Heinrich Zöllner i Hugo Riemann. W 1911 roku uzyskał tytuł doktora na podstawie pracy Muzio Clementis Leben (wyd. Langensalza 1914). W latach 1906–1907 dyrygował orkiestrą teatralną w Lipsku, od 1907 do 1908 roku był nauczycielem w konserwatorium w Bydgoszczy. Przez pewien czas przebywał w Londynie, gdzie zajmował się badaniami nad twórczością Muzio Clementiego. W latach 1912–1914 dyrygował towarzystwem madrygałowym w Lipsku. Od 1919 do 1920 roku wydawał czasopismo „Neue Zeitschrift für Musik”. Od 1932 do 1939 roku mieszkał w Zurychu, gdzie opracowywał katalog dzieł Ludwiga van Beethovena ze zbiorów Hansa Conrada Bodmera. Po wybuchu II wojny światowej wyjechał do Włoch, do Niemiec wrócił w 1956 roku i osiadł w Bonn.

## Prace
(na podstawie materiałów źródłowych)
- Mendelssohn-Bartholdys Beziehungen zu England (Langensalza 1909)
- Auf Spuren von Beethovens unsterblicher Geliebten (Langensalza 1911)
- Beethoven über eine Gesamtausgabe seiner Werke (Bonn 1920)
- Ludwig van Beethoven und seine Verleger S.A. Steiner und Tobias Haslinger in Wien, Ad. Mart. Schlesinger in Berlin (Berlin–Wiedeń 1921)
- Beethovens Handschrift (Bonn 1926)
- Ein Faustopernplan Beethovens und Goethes (Ratyzbona 1952)